# Daimler Sovereign
Daimler Sovereign (Даймлер Соверейн, з англ. – суверенний) — назва, яка застосовувалась британським автовиробником Jaguar Cars на люкс-автомобілі його виробництва, але які мали значок Daimler між 1966 і 1983 рр.
Як приклад бедж інжинірингу, Daimler Sovereign базувався на кузовах, шасі й двигунах Jaguar того часу. Jaguar Cars поглинули Daimler Company в 1960 році і Sovereign 1966 року був другим Daimler, який базувався на моделі Jaguar. Першим був 2½-літровий двигун V8, розроблений Едвардом Тернером. На відміну від 2½-літрового Daimler, Sovereign мав двигун Jaguar, маючи позначений кінець тим, що розроблений Тернером.
Перший Daimler Sovereign базувався на Jaguar 420 1966 року та інколи згадується як «Sovereign 420». Наступні Sovereign були виведені з Серій I, II і III Jaguar XJ6. В 1983 році назва моделі «Sovereign» була переміщена на високо-модифіковану версію Серії III Jaguar XJ6, на якому базувався 6-циліндровий Daimler, легко продовжуючи без назви моделі.
Версії Daimler V12, доступні з 1972 по 1997 рр., називались Daimler Double-Six на честь справжніх Daimler V12.

## Sovereign (на основі Jaguar 420: 1966-1969)

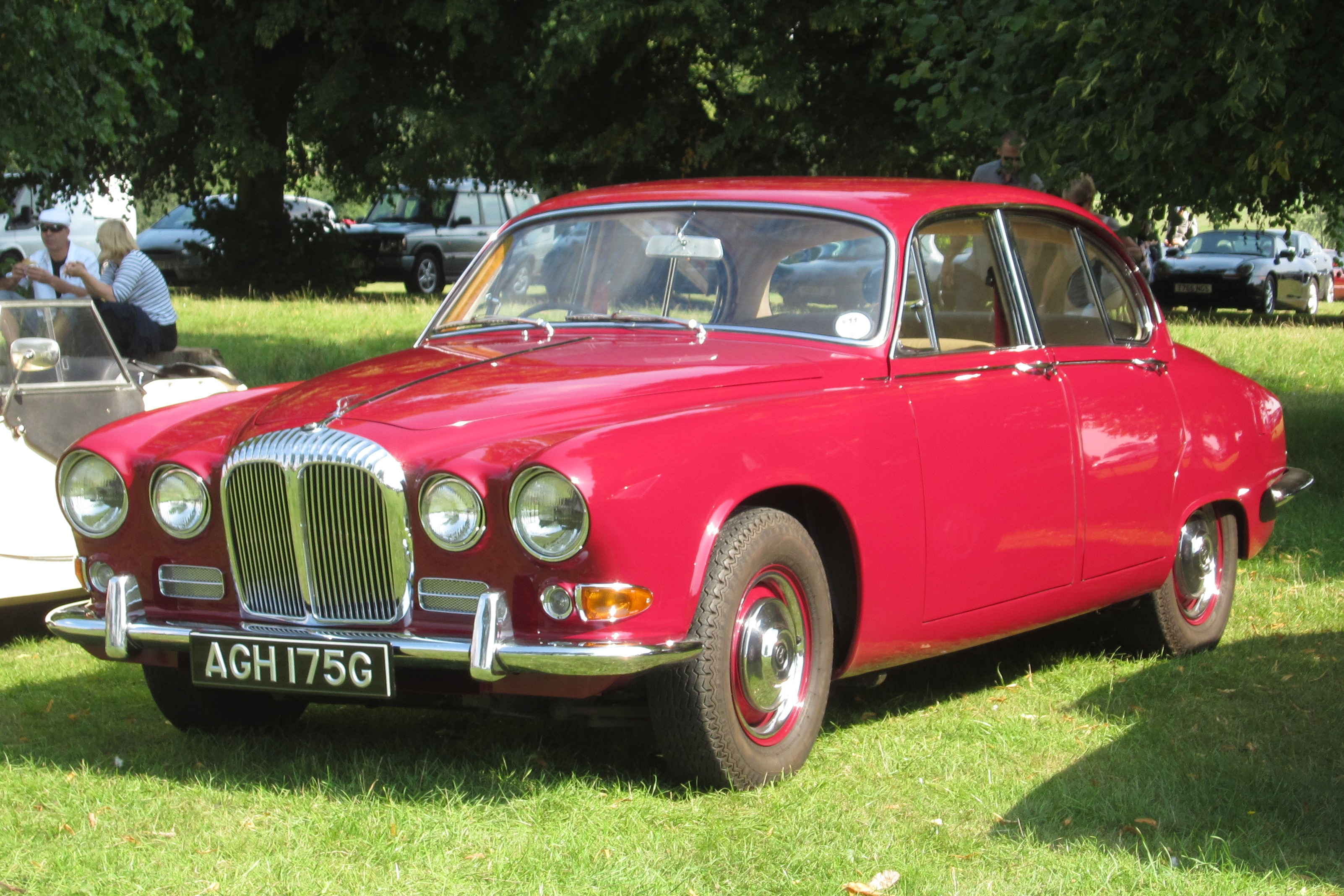
Sovereign 1969 року

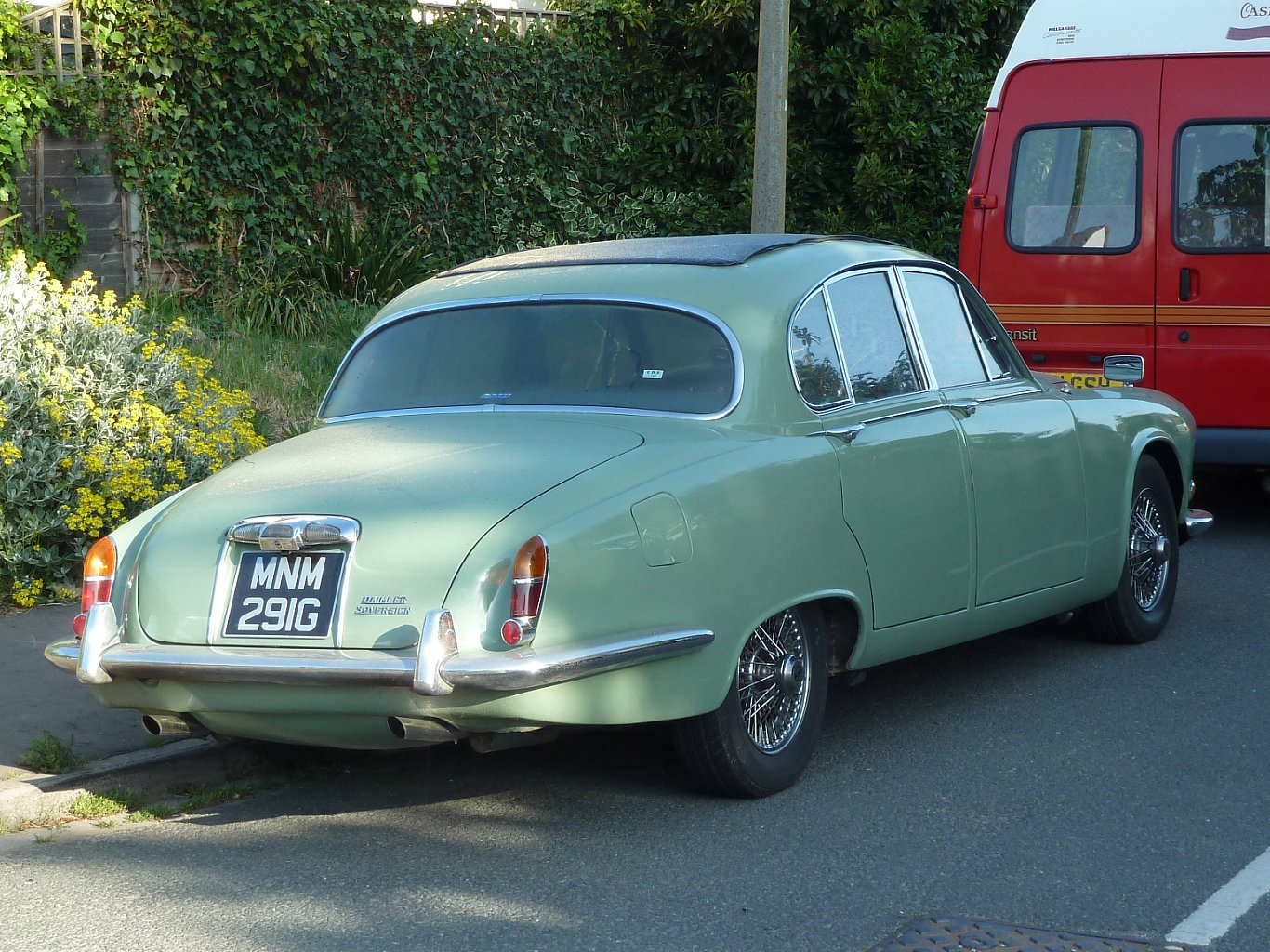

Перший Sovereign був перейменованою версією седана Jaguar 420, який сам базувався на Jaguar S-Type.
420 і Sovereign відрізнялись від S-Type тим, що мали передок з 4-ма фарами, подібний на Jaguar Mark X, і оснащались 4.2-літровою версією рядного 6-циліндрового двигуна XK. Головною зовнішньою відмінністю між 420 і Sovereign була традиційна рифлена решітка радіатора на Daimler.
Існували думки про оснащення Sovereign 4½-літровим двигуном V8 Daimler, як і Majestic Major, але так як він суттєво випереджав двигун XK і призвів до того, що Sovereign перегнав Jaguar 420, керівництво Jaguar ідею не підтримало; марка Jaguar вважалась більш спортивною, ніж Daimler.
В 1967 відношення головної передачі було злегка змінене з 3.31:1 на 3.54:1, яке призвело до скарг в пресі щодо клопіткої високої крейсерської швидкості, але поліпшило час розгону з місця в діапазоні юридично дозволених швидкостей в Британії, яке призвело до представлення у грудні 1965 року, напівлегального обмеження швидкості в 70 миль/год. (113 км/год.) по національних шосе.
Стиль передка лімузина Daimler DS420, представлений в 1968 році, розділяв спільну подібність з решіткою Daimler, пов’язаною з 4-ма фарами.
Модельний ряд 420/Sovereign почав замінятись Jaguar XJ6 у вересні 1968 року. Jaguar припинив виробництво в грудні 1968 року, залишаючи Daimler у виробництві до липня 1969 року.

## Sovereign (на основі Jaguar XJ6: 1969-1983)

### Серія I (1969-1973)

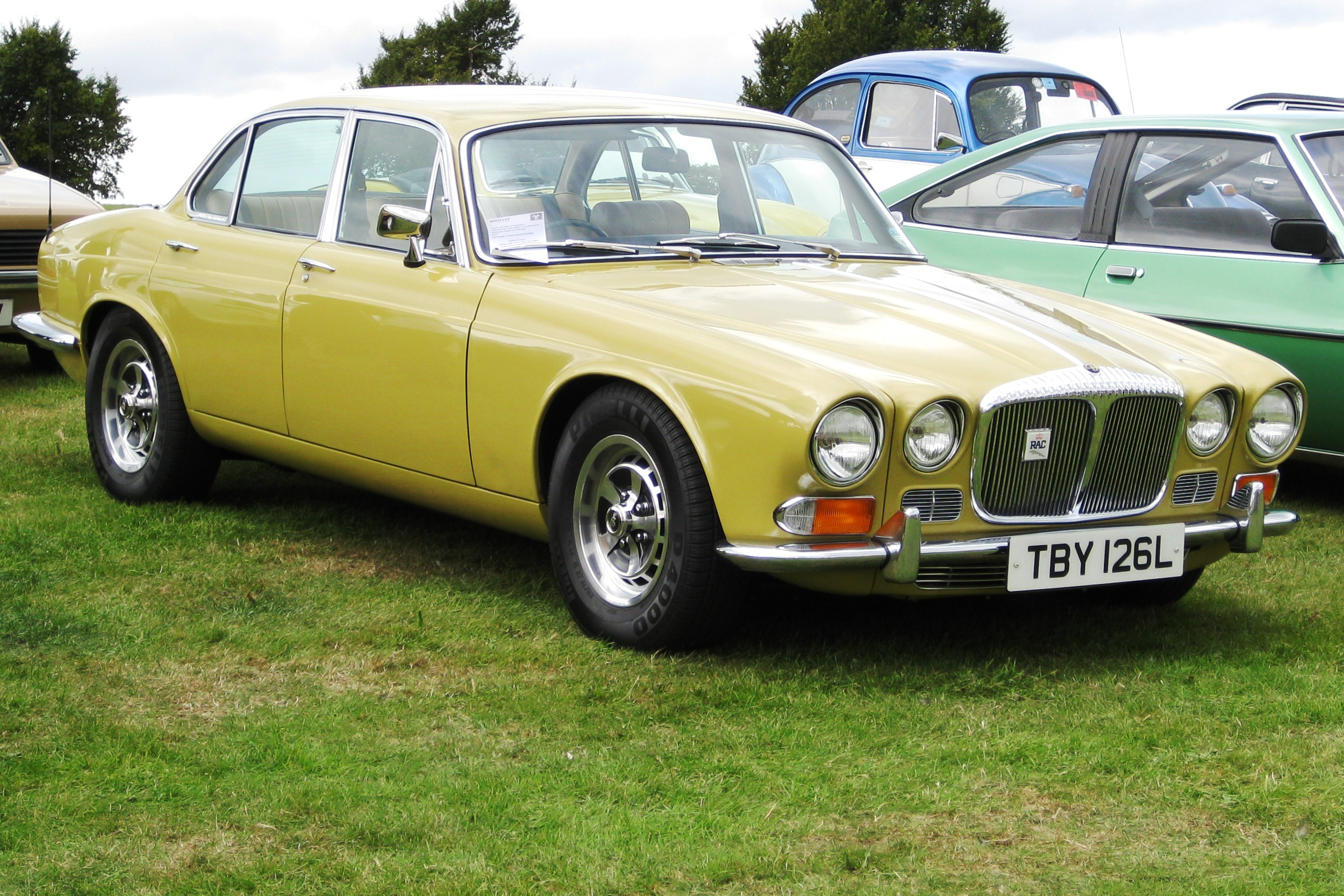
Sovereign 1972 року

Новий Sovereign Серії I на основі XJ6 був представлений в жовтні 1969 року. Ще раз, це була зовні візуально ідентична до своєї первісної моделі Jaguar, за винятком рифленої решітки і значків Daimler. Спочатку були варіанти оздоблення, такі як видалені дерев’яні накладки на дверях, які були на Jaguar. Цей Sovereign пропонувався з або 2.8-літровою, або 4.2-літровою версією двигуна XK.

#### Двигуни
- 2.8 л XK I6
- 4.2 л XK I6

### Серія II (1973-1979)

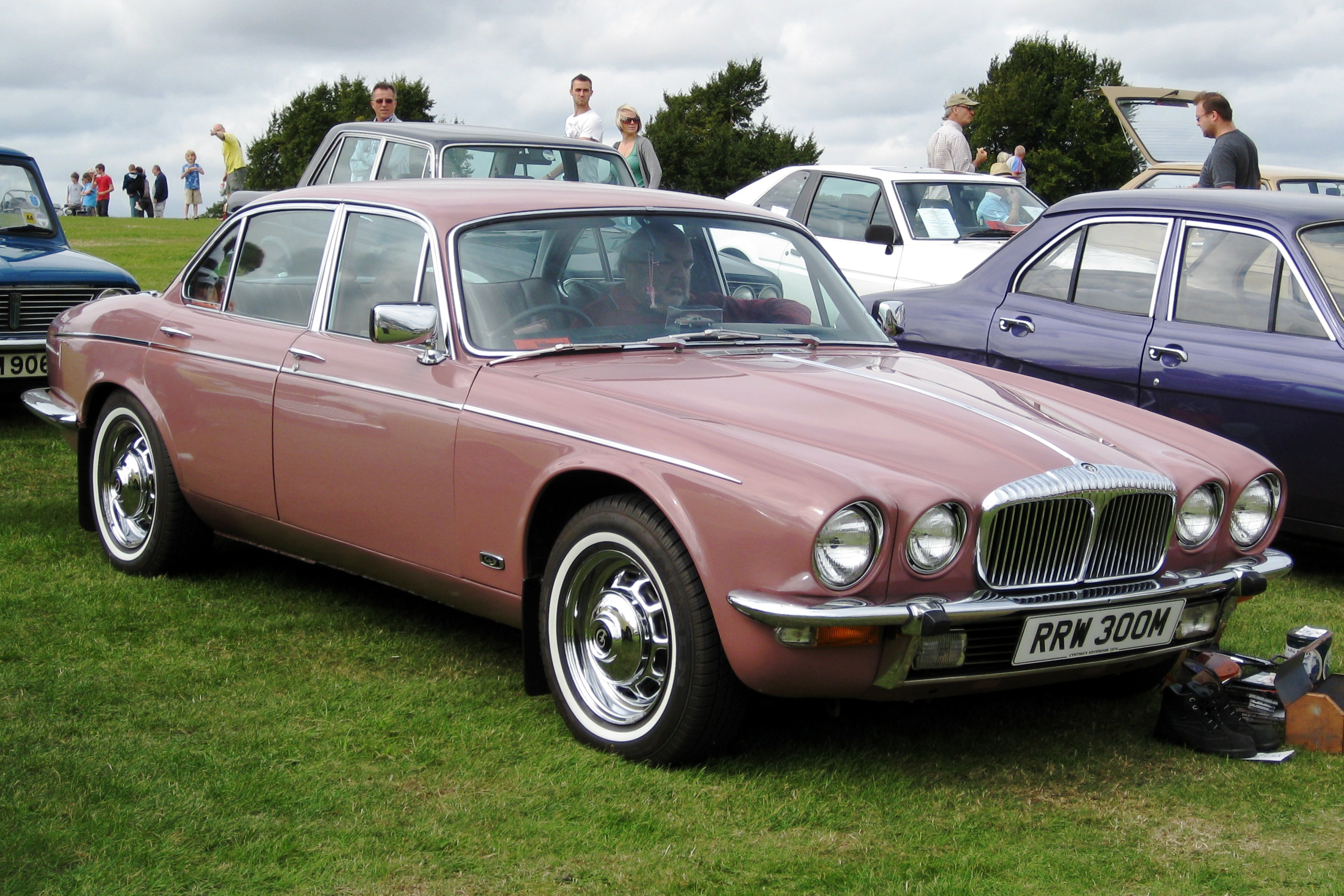
Sovereign 1973 року

Назва Daimler Sovereign залишилась у використанні для версії XJ6 Серії II, з піднятим переднім бампером і меншою решіткою; була представлена версія з подовженою колісною базою, яка внаслідок стала стандартною моделлю. З 1975 року 2.8-літрова була замінена 3.4-літровою версією двигуна XK.

#### Двигуни
- 2.8 л XK I6
- 3.4 л XK I6
- 4.2 л XK I6

### Серія III (1979-1983)

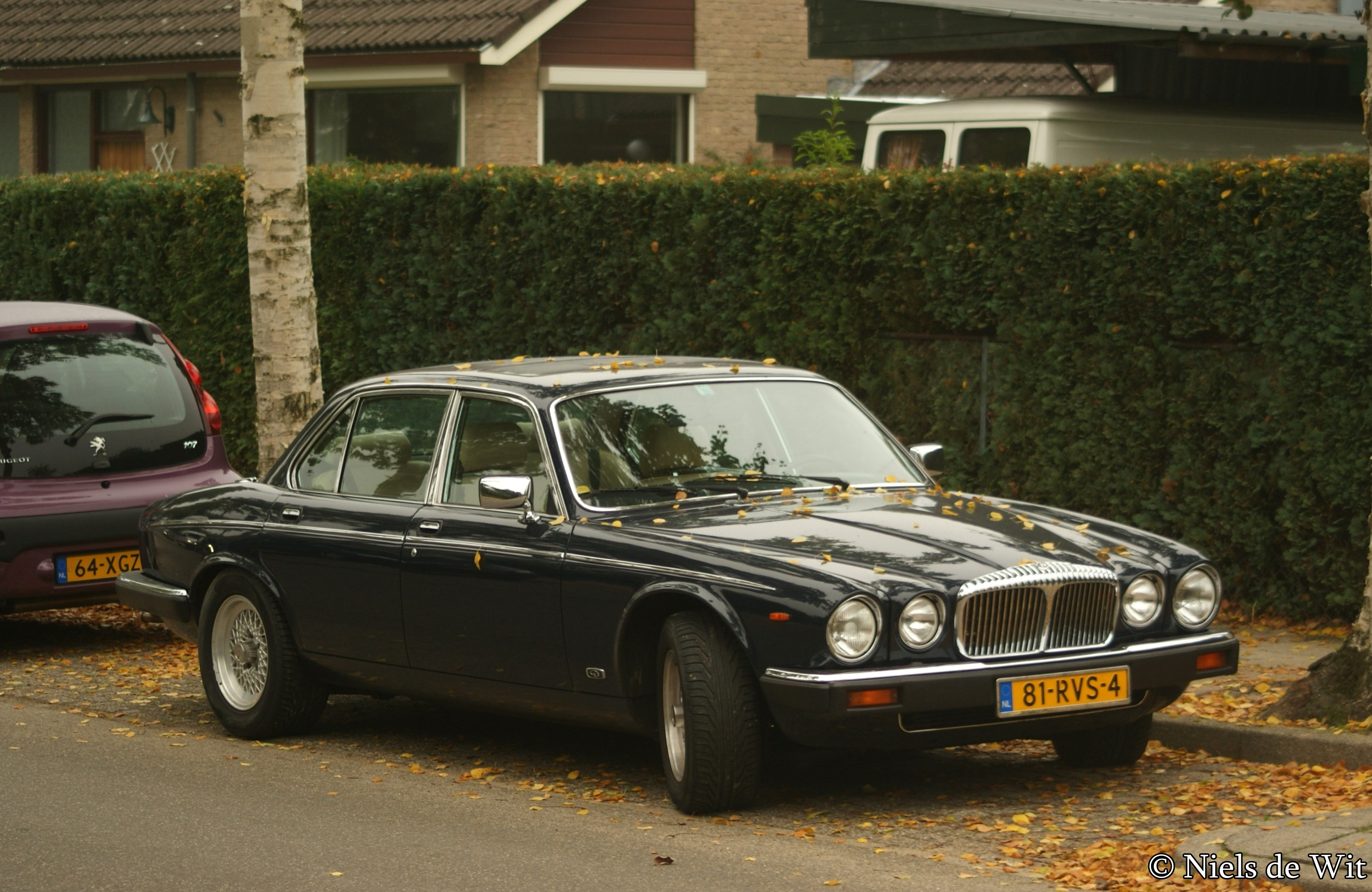
Sovereign 1986 року

Модельний ряд XJ6 Серії III, який був випущений в 1979 році, ззовні відрізнявся від Серії II через нові товщі бампери, відсутністю кватирками на передніх дверях, і зміненими лініями даху, маючи злегка більш кутасті задні стійки. Модельний ряд Series III спочатку продовжував мати Daimler Sovereign, але в 1983 році, протягом випуску Series III, ряд був перейменований, з базовою моделлю Jaguar XJ6, більш люксовою версією Jaguar Sovereign, і топ-моделлю Daimler, без назви моделі. Деяким версіям топ-моделі давали позначення Vanden Plas; на деяких ринках, де були ліцензійні проблеми з використанням назви Daimler, автомобілі з рифленою решіткою Daimler продавались під назвою Jaguar Vanden Plas.

#### Двигуни
- 3.4 л XK I6
- 4.2 л XK I6

### 2-дверний Sovereign 4.2 (1975-1978)

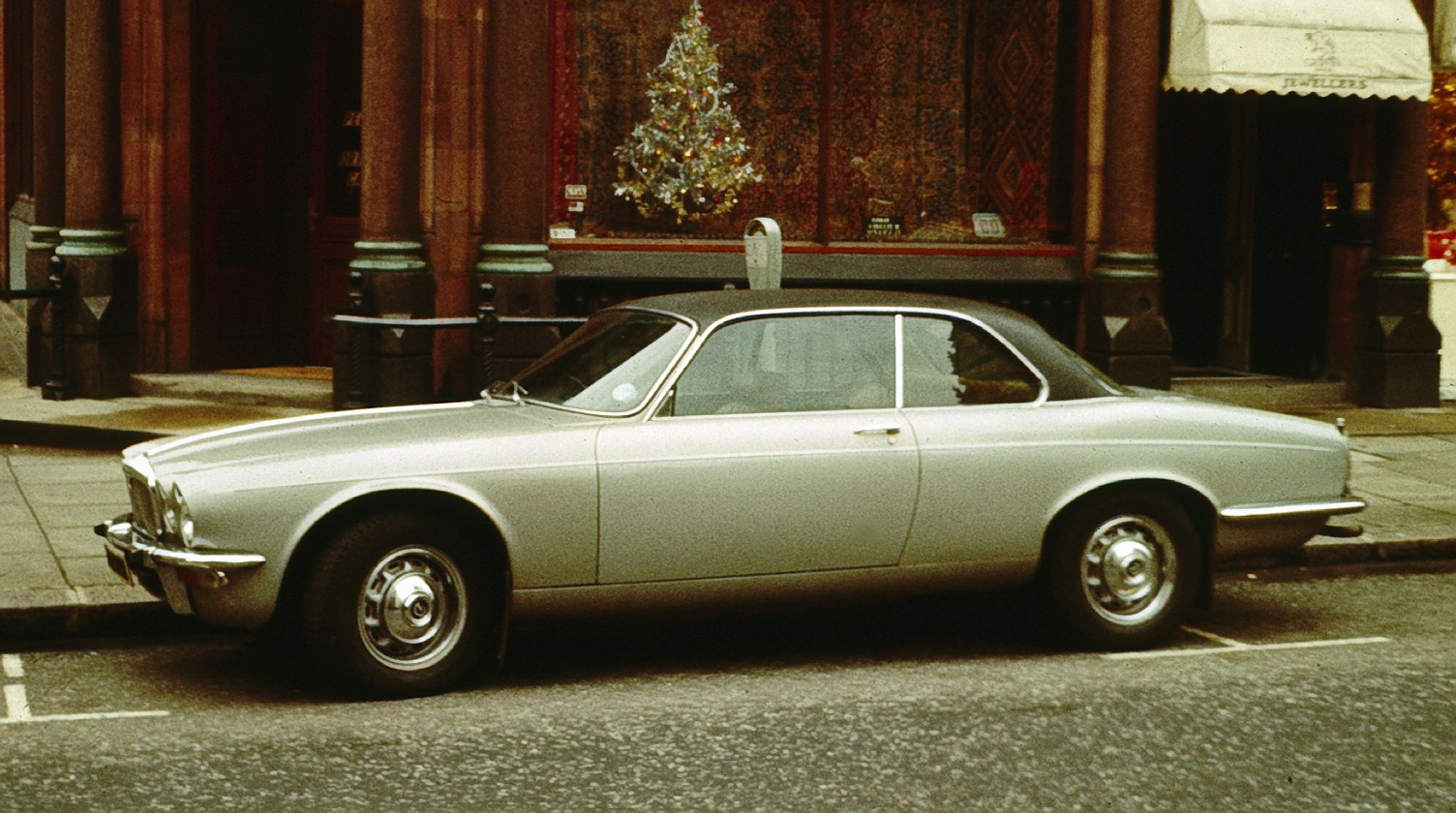
Купе Sovereign 1977 року

2-дверний варіант купе Sovereign Серії II, використовуючи платформу з коротшою колісною базою, пропонувався з 1975 по 1977 рр.. Він продавався під назвою Daimler Sovereign 4.2 2-door.

#### Двигуни
- 4.2 л XK I6

## Daimler Double-Six (1972–1992, 1993–1997)

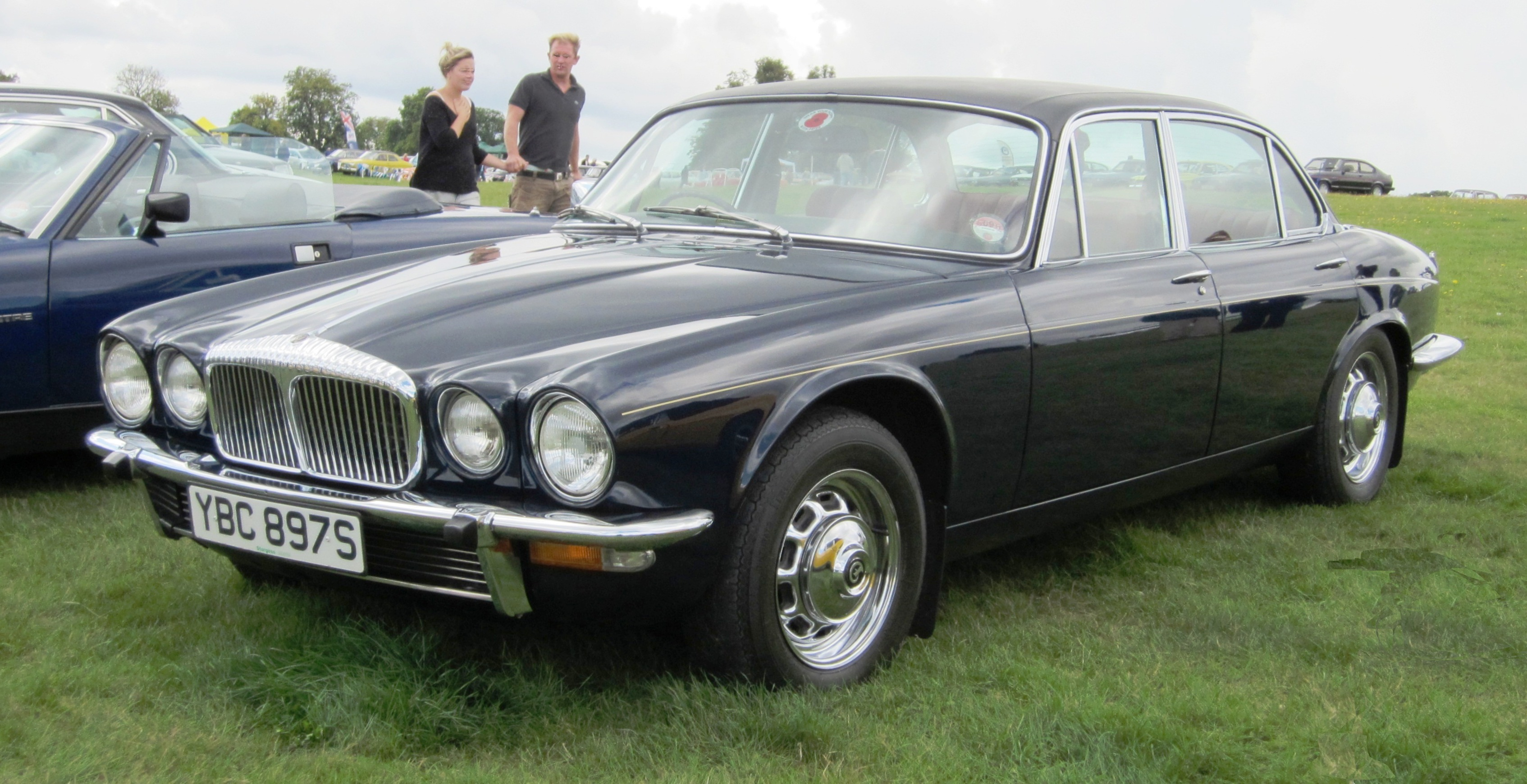
Double-Six 1978 року

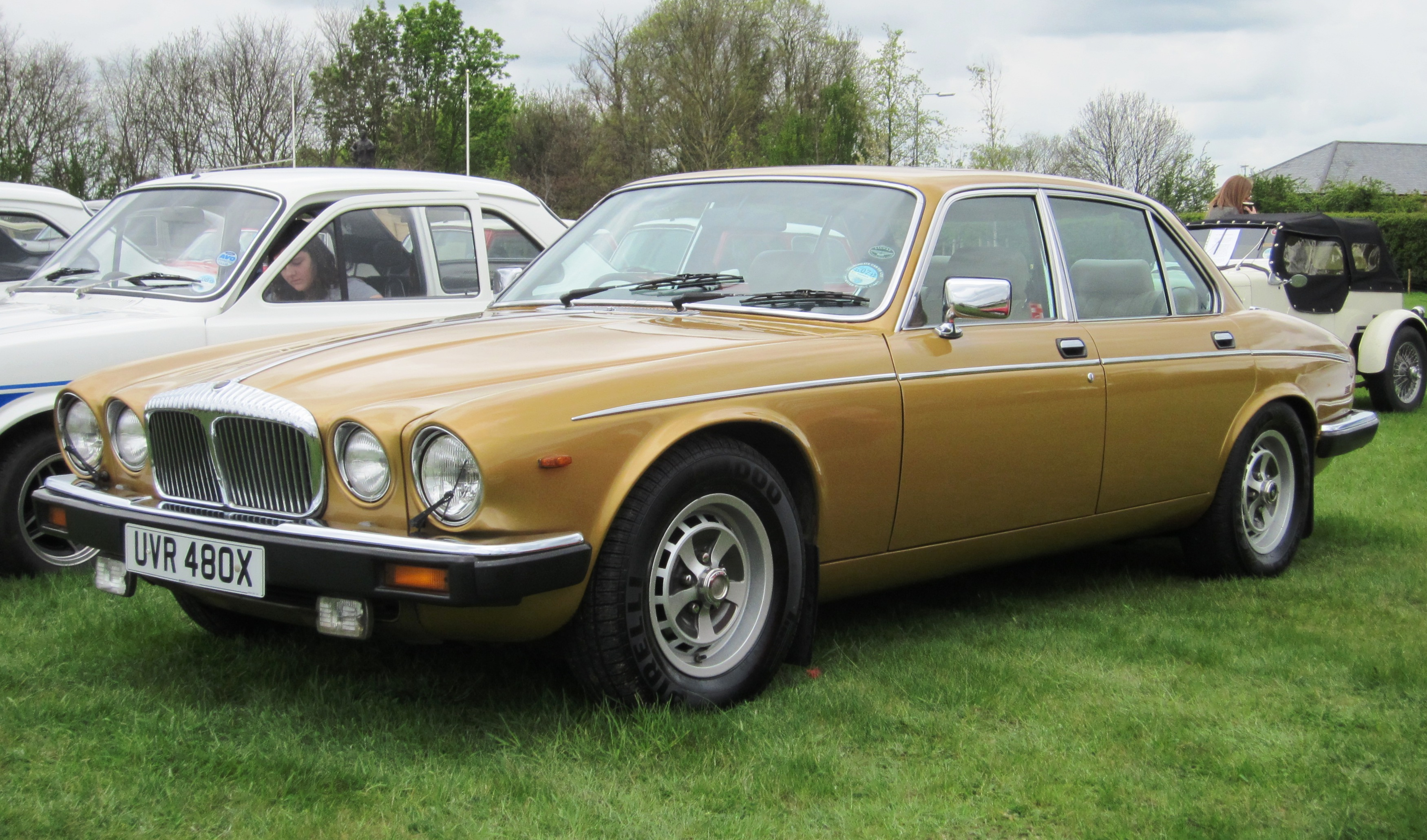
Double-Six 1982 року

З 1972 року 5.3-літровий двигун Jaguar V12 став доступним в ряді XJ, і для версії Daimler була відроджена назва, яка використовувалась компанією з 1926 по 1938 рр. Сер Вільям Лайонс пішов з Jaguar в 1972 році, і новим директором став FRW (Лофті) Інгленд. Лофті Інгленд був початківцем на Daimler з 1927 по 1932 рр. і зайняв друге місце в найпершому ралі RAC за кермом 30/40 к. с. Daimler Double-Six. Отож Лофті Інгленд вирішив, що новий Daimler V12 буде відомим як Double-Six.

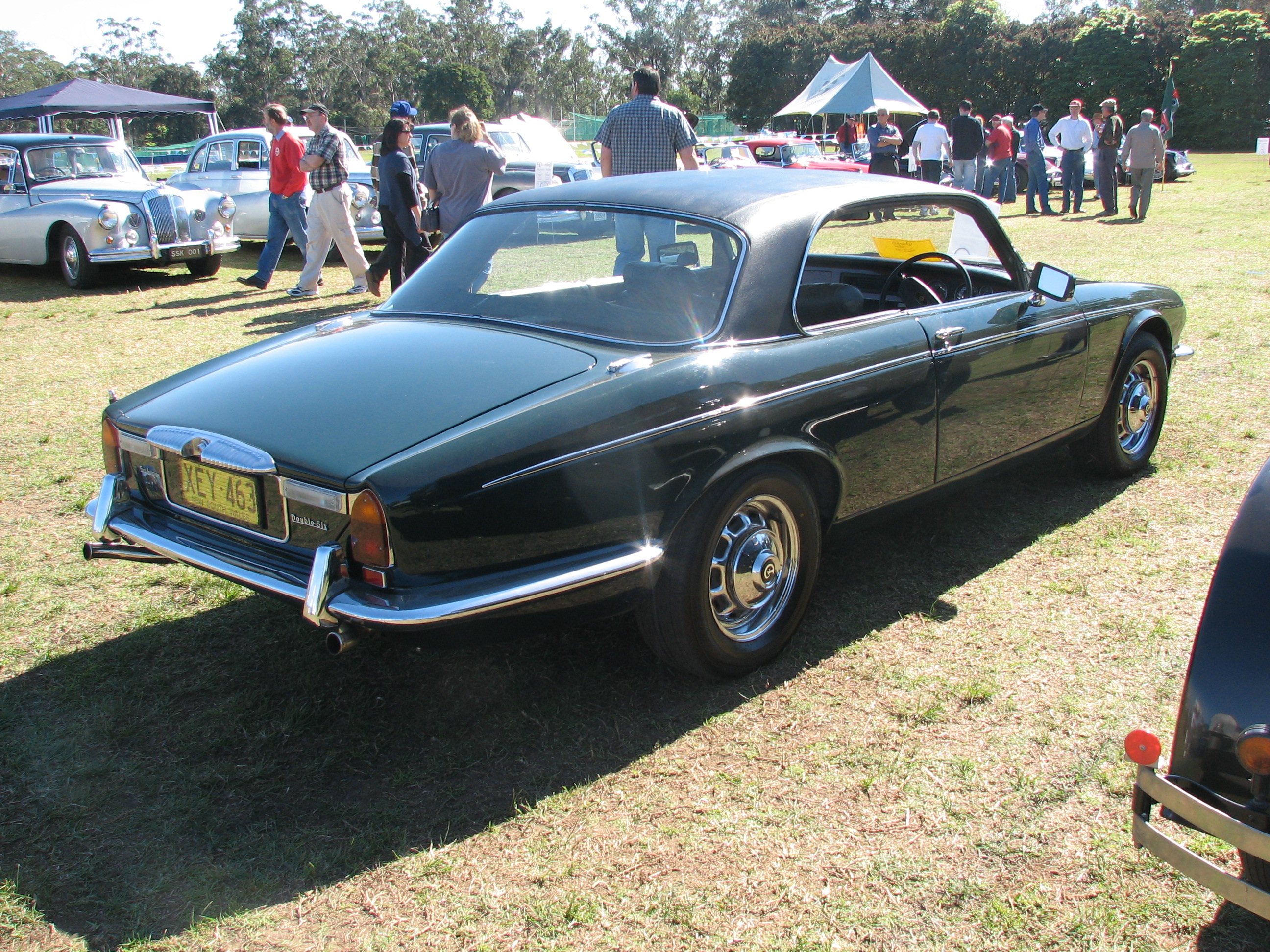
Купе Double-Six

На відміну від Jaguar, 12-циліндровий Daimler мав ту саму решітку радіатора, як і його 6-циліндровий рідний брат, і ззовні відрізняли їх лише значки. Double-Six мав ті самі зміни, що й Sovereign від Series I до Series III, однак назва Sovereign була перенесена на Jaguar, тоді як Double-Six залишилась з Daimler протягом всього виробництва Series III, яке продовжилось по 1992 рік.
В кінці 1972 року з’явився особливо добре обладнаний Double-Six Vanden Plas. На 4 дюйми (100 мм) довшій колісній базі, ця модель також отримала чорний вініловий дах, який встановлювався окремо.
2-дверне купе Double-Six пропонувалось в ряду Series II з 1975 по 1977 рр., як додаток до 4-дверного седана. Його продавали як Daimler Double-Six 2-door.

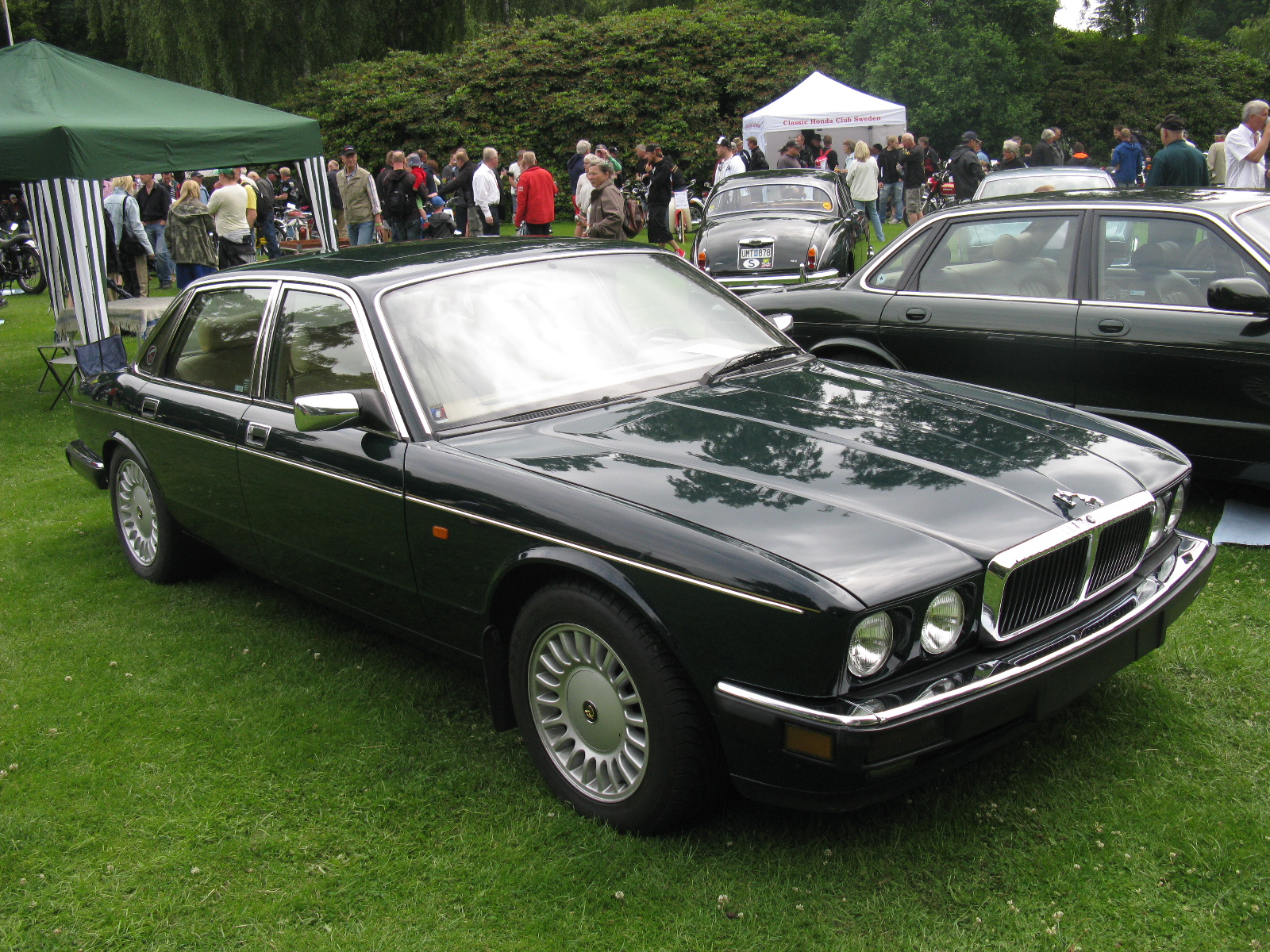
Double-Six XJ81 1994 року

Коли Jaguar оновив XJ40 (наступника Series III) для встановлення 6.0-літрової версії двигуна V12, під модельним позначенням XJ81, також виготовлявся новий Double-Six в 1993-1994 рр. В останньому році, разом з іншими моделями XJ, його модернізували під позначенням X305 і продовжили виготовляти доти, доки двигун V12 не був знятий з виробництва в 1997 році.

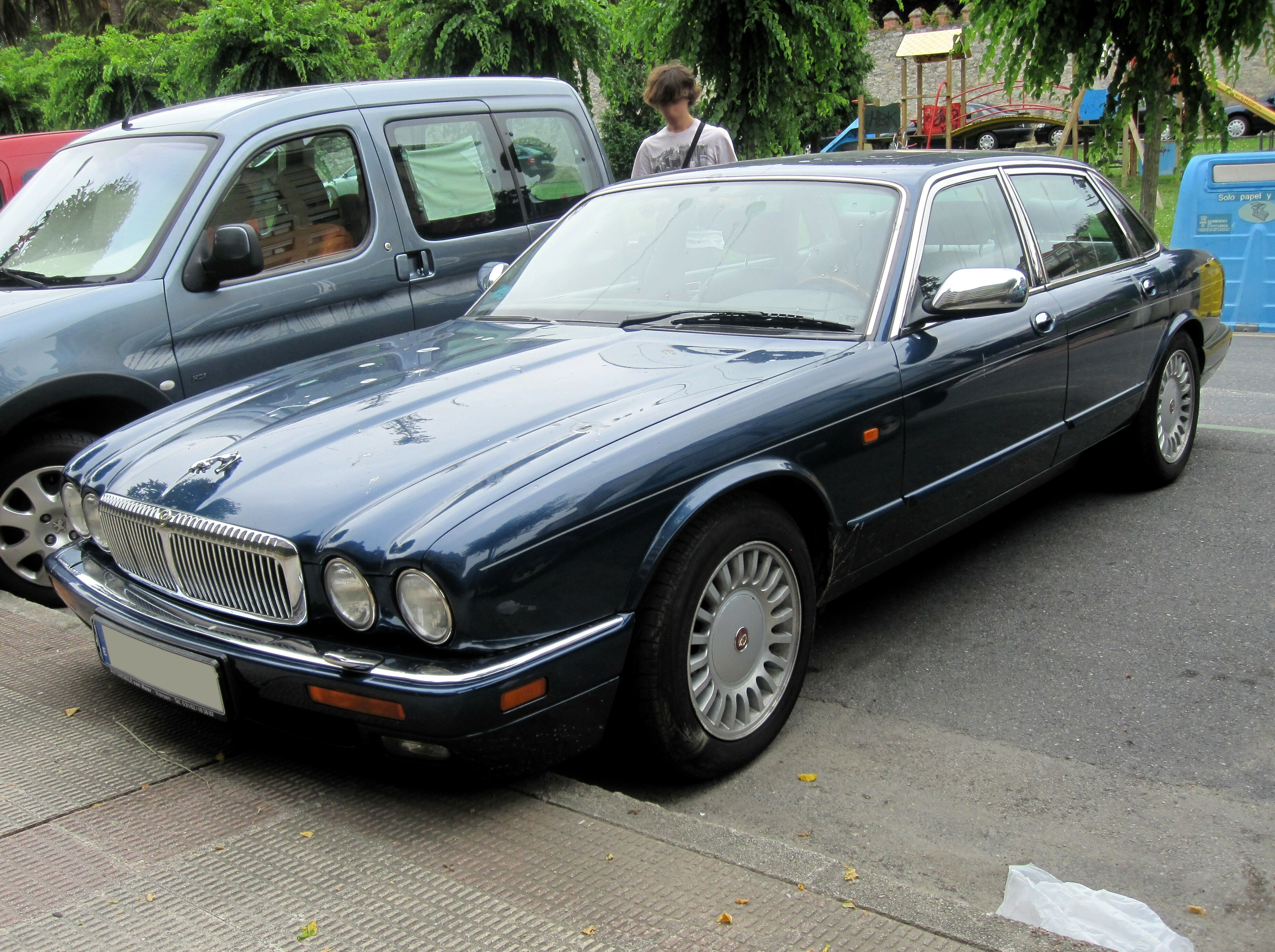
Double-Six X305 1995 року

### Двигуни
- 5.3 л Jaguar V12 (1972–1992)
- 6.0 л Jaguar V12 311 к.с. (1993–1997)

## Масштабні моделі
- Daimler Sovereign XJ6 Series 1 був зроблений в моделі Lledo Vanguards в 2000-і.
- Neo Scale Models виготовило модель в масштабі 1:43 зі смоли Daimler XJ6 Series III Vanden Plas.
- В кінці 2012 року Neo Scale Models випустив модель в масштабі a 1:43 зі смоли Sovereign 420 темно-червоного кольору.